# Maniraptoromorpha
De Maniraptoromorpha zijn een groep theropode dinosauriërs behorend tot de Coelurosauria. De Maniraptoromorpha omvatten de Maniraptoriformes en verder nog wat basalere groepen zoals wellicht de Coeluridae en Ornitholestes. Ze moeten zich afgesplitst hebben in het vroege Jura en bestaan nog steeds, want ze omvatten de vogels. 
In 2018 viel het de Italiaanse paleontoloog Andrea Cau, in het kader van de publicatie van de grootste kladistische analyse van de Dinosauria tot dan toe, op dat de Maniraptoriformes gedefinieerd waren als een nodusklade. Hij achtte het daarom nuttig ook een stamklade te definiëren voor hun tak, die hij benoemde als de Maniraptoromorpha: "zij die gevormd waren als de Maniraptora".
De klade werd gedefinieerd als de groep bestaande uit de andescondor Vultur gryphus Linnaeus, 1758 en alle soorten nauwer verwant aan Vultur dan aan Tyrannosaurus rex Osborn, 1905.
Cau vond in zijn analyse verschillende synapomorfieën, gedeelde afgeleide kenmerken, van de groep. De halswervels na de draaier zijn gekield. De staartwervels hebben geen hyposfeen-hypantrum-complex van secundaire gewrichtsuitsteeksels. Het halvemaanvormige polsbot heeft een opvallend uitsteeksel aan de bovenste binnenkant. De "voet" van het schaambeen heeft een bolle onderrand. Het ondervlak van het scheenbeen heeft een rechthoekig profiel. Het kuitbeen heeft een trog aan de achterrand van de bovenkant.